# Joviano
Flavio Joviano (en latín: Iovianus, 331 - 17 de febrero de 364) fue emperador romano entre los años 363 y 364, gobernando con el nombre de Dominus noster Flavius Iovianus Augustus. Originario de Singidunum (hoy Belgrado), fue un oficial cristiano del ejército de Juliano que, a la muerte de este durante la campaña persa, fue nombrado emperador por el ejército.

## Ascenso al poder
Joviano nació en Singidunum en 331, era hijo de uno de los comandantes de la guardia de Constantino II. Tras integrarse en dicho cuerpo, ascendió en 363 al puesto que había ocupado su padre. Acompañó ese mismo año como capitán al emperador Juliano en su desastrosa campaña persa contra Sapor II. Encontrándose el ejército romano en retirada fue atacado por el ejército persa numéricamente superior. Durante el enfrentamiento el emperador Juliano fue herido mortalmente. Al día siguiente después de su muerte y tras renunciar a la púrpura Salustio, prefecto de Oriente, la elección del ejército recayó sobre Joviano. Su elección causó sorpresa considerable, Amiano Marcelino sostiene que fue debido a una confusión, o bien lo identificaron incorrectamente con otro Joviano, el principal notario, que también había sido propuesto, o bien durante las aclamaciones los soldados confundían Joviano (Jovianus en latín) con Juliano (Julianus), y que se imaginaban que el último se había recuperado de sus heridas.

## Reinado
Joviano continuó inmediatamente la retirada comenzada por Juliano, y, acosado continuamente por los persas, tuvo éxito en alcanzar las riberas del Tigris, en donde Joviano, en el territorio interior profundo persa, fue forzado a demandar un tratado de paz en términos humillantemente desfavorables. A cambio de seguridad en su retirada a territorio romano, aceptó renunciar a las cinco provincias romanas conquistadas por Galerio en 298, al este del Tigris, y que Diocleciano había anexionado y permitir que los persas ocuparan las fortalezas de Nísibis, Castra Maurorum y Singara. El emperador Joviano tuvo también que entregar sus intereses en el reino de Armenia a los persas y el rey cristiano de Armenia, Arshak II, fue forzado a permanecer neutral en los conflictos futuros entre los dos imperios y a ceder parte de su reino a Sapor II. El tratado fue considerado como una deshonra y un gran desprestigio para Joviano. Después de llegar a Antioquía decididió ir a toda prisa a Constantinopla para consolidar su posición. Joviano era cristiano, en contraste con su precursor Juliano, quien había procurado un renacimiento del paganismo, y abolió las disposiciones de Juliano en contra de la Iglesia católica. Si bien, continuó como el resto de emperadores cristianos después de Constantino I, siendo Pontifex Maximus de la religión tradicional romana, prueba de ello es que decretó un edicto por el que se prohibía la adivinación y magia: 

«sileat omnibus perpetuo divinandi curiositas.»

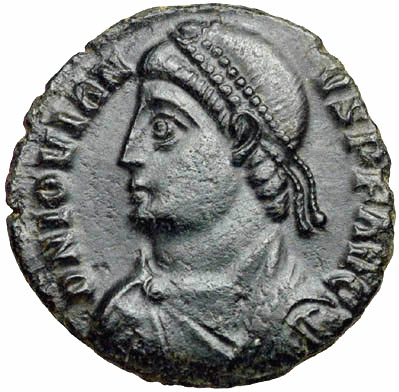
Sólido del emperador Joviano

Se le acusa de la quema de la Biblioteca de Antioquía (anteriormente templo del Dios Trajano (Divus Traianus) construido por orden de Adriano, convertido en biblioteca por el eunuco Teófilo por orden de Juliano) por instigación de su mujer Charito, pero las únicas fuentes son un párrafo escrito entre los siglos VI y IX de dudosa veracidad, además de que Amiano Marcelino y Libanio (vivió en Antioquía en esos años), filósofos paganos contemporáneos de Joviano, no dicen nada de ninguna biblioteca quemada o destruida.
Joviano tuvo un gran respeto por Atanasio, a quien reinstaló en la sede archiepiscopal, favoreciéndolo para elaborar una declaración de la fe católica. Murió el 17 de febrero de 364 después de un reinado de solamente ocho meses. Durante su vuelta a Constantinopla, Joviano fue encontrado muerto en la cama en su tienda en Dadastana, a medio camino entre Ancira y Nicea. Un exceso de setas o los humos venenosos de un fuego que calentaban su tienda se han asignado como la causa de su muerte.